# Iraq al-Amir
Iraq al Amir est un village de Jordanie, dans la province d'Amman. Le village se trouve dans la vallée du Jourdain, à environ 15 kilomètres au sud-ouest de la ville de Wadi Al Seer (grande banlieue d'Amman).

## Géographie
Iraq al Amir est situé sur des collines d’altitude moyenne. La région compte de nombreuses sources et est réputée pour ses oliveraies et ses paysages forestiers.
Iraq al Amir signifie "les caves du prince" en arabe.

## Histoire
La construction du château date du IIe siècle av. J.-C.
Les études de terrain scientifiques démarrent en 1970.
En 1993, la fondation Noor al-Hussein crée la coopérative des femmes d'Iraq al-Amir pour former les femmes du village aux pratiques artisanales traditionnelles et en vivre.
En 1996, une mission archéologique permet de découvrir une petite église datant du Ve – VIe siècle devant l'entrée d'une des grottes. Selon Mohammad Waheeb, professeur d'archéologie de l'université hachémite, Jésus et ses fidèles auraient fait escale dans les caves d'Al-Bassah à Iraq al-Amir lors de leur traversée de la Jordanie. Cette église serait une trace du développement secret du christianisme dans la région.

## Château d’Iraq al Amir

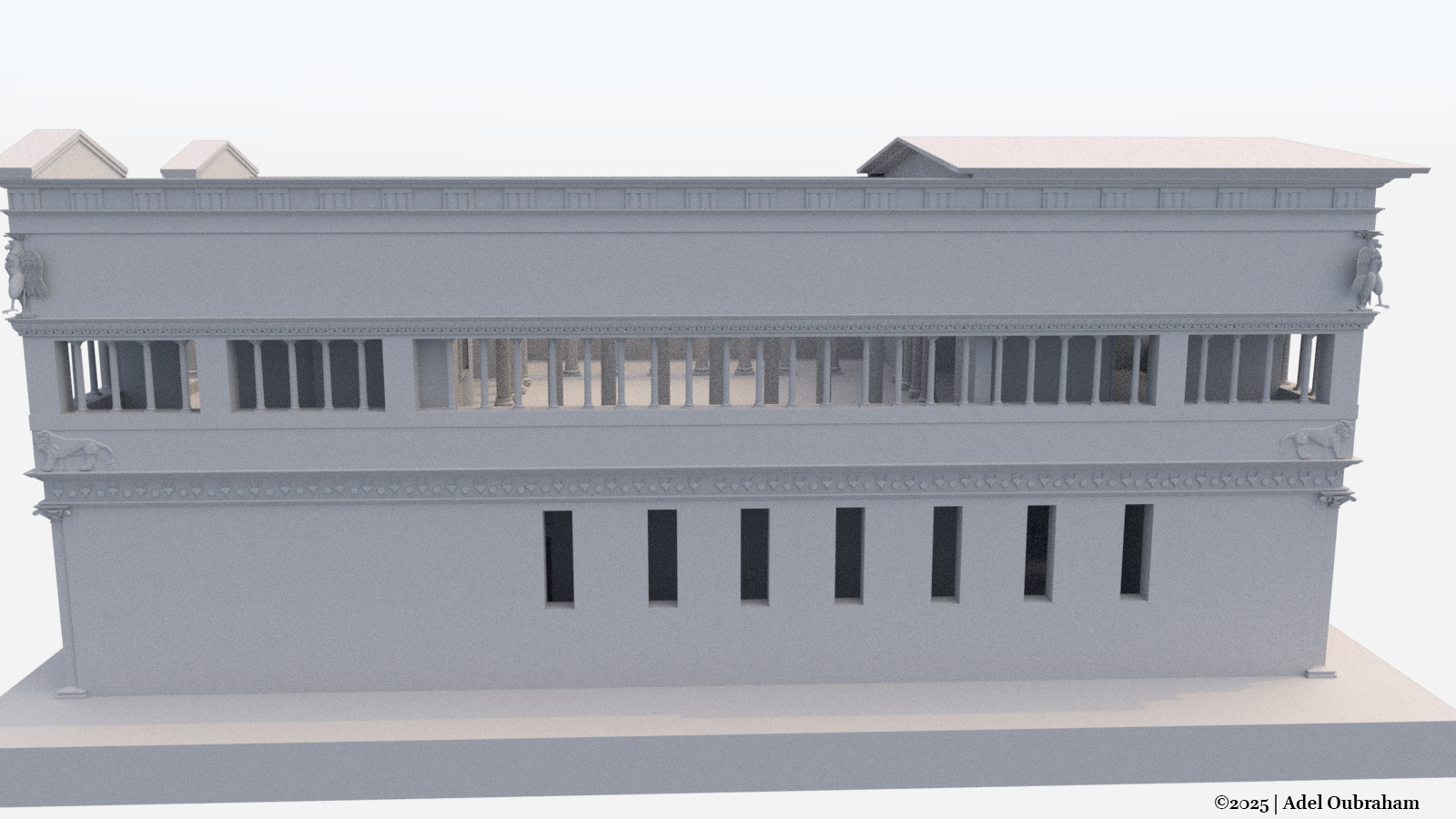
Modèle 3D du Qasr Al-Abd (façade est)

Le village abrite un monument archéologique singulier : le « château » d’Iraq al Amir, dont la construction est datée du IIe siècle av. J.-C. et est reliée à Hyrcan, membre de la famille des Tobiades. La décoration de cet ensemble est remarquable : inspirés par l’art hellénistique et l’art perse, les hauts-reliefs et les frises constituent un témoignage de premier plan des influences multiples dans l’architecture de la période hellénistique aux confins des empires lagides et séleucides.
Le château fait 2 étages, 38 mètres de long, 18,5 mètres de large, 10 mètres de haut. Il est construit en pierres de calcaire et de cristallins.
Le sous-sol du château est parsemé de 6 cavernes naturelles et/ou creusées dans la roche. Un tremblement de terre en 362 endommage sévèrement le château. L'historien Flavius Josèphe précise que le château était autrefois entouré d'eau,.

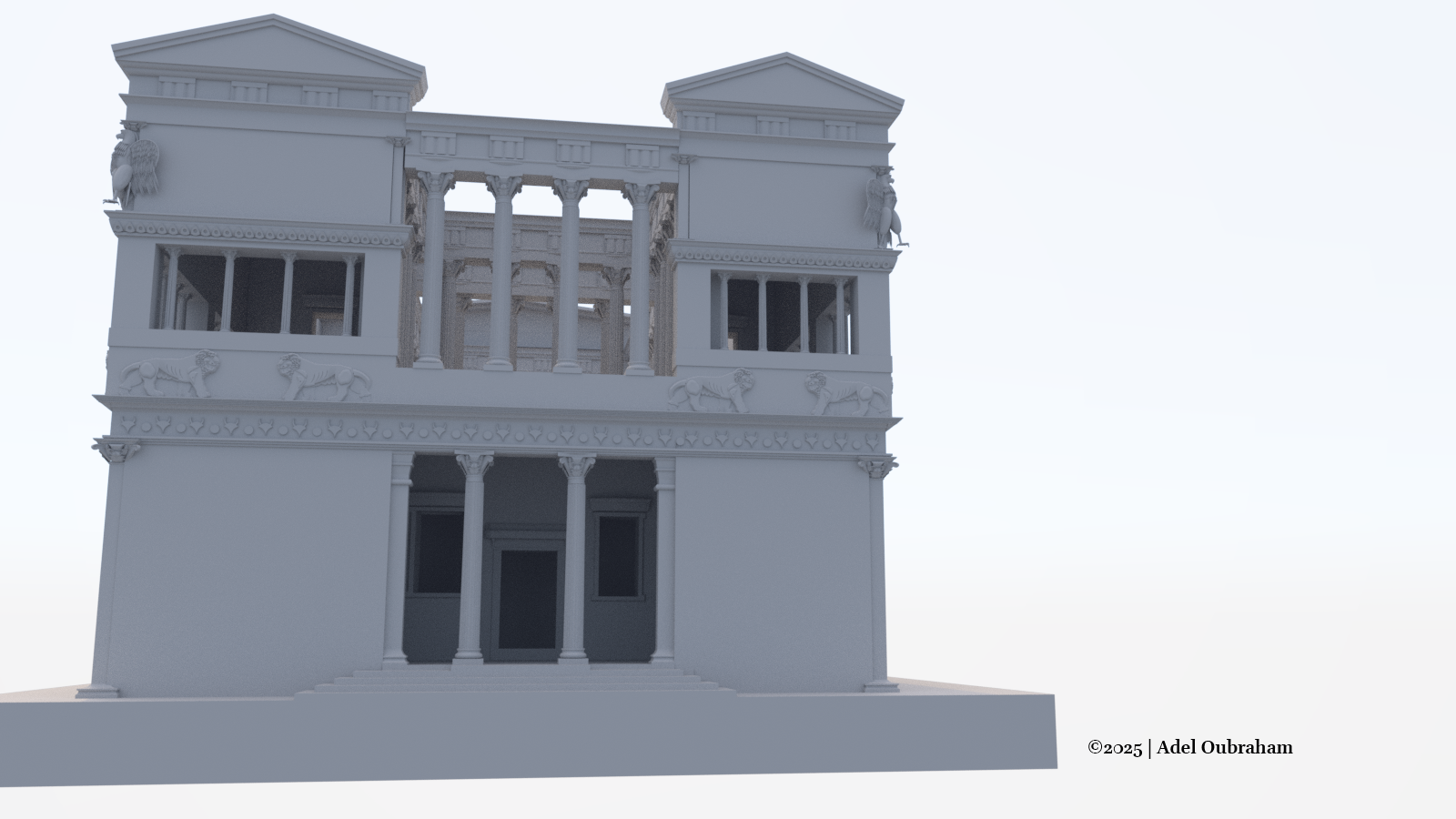
Modèle 3D du Qasr Al-Abd (façade sud)

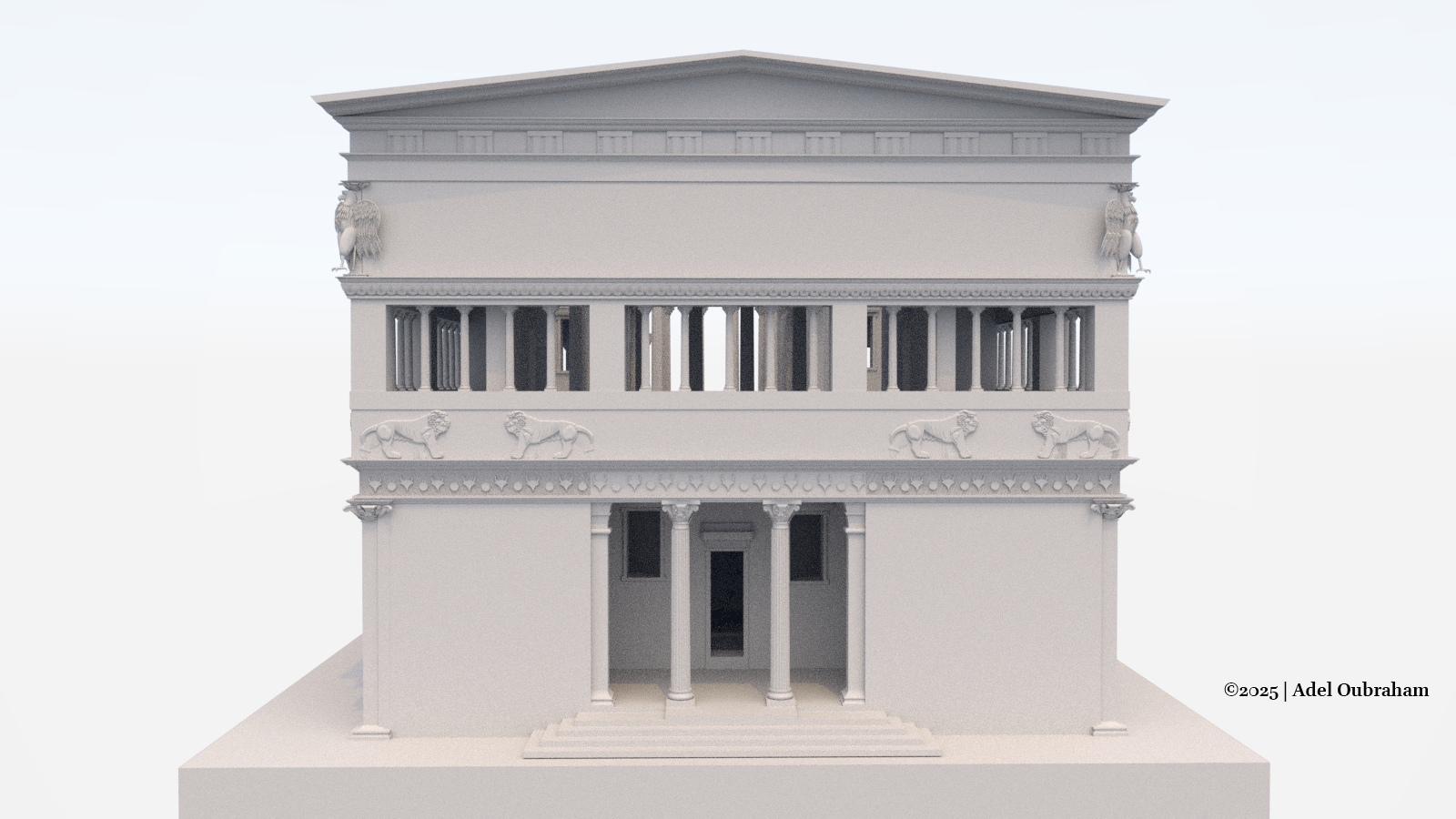
Modèle 3D du Qasr Al-Abd (façade nord)

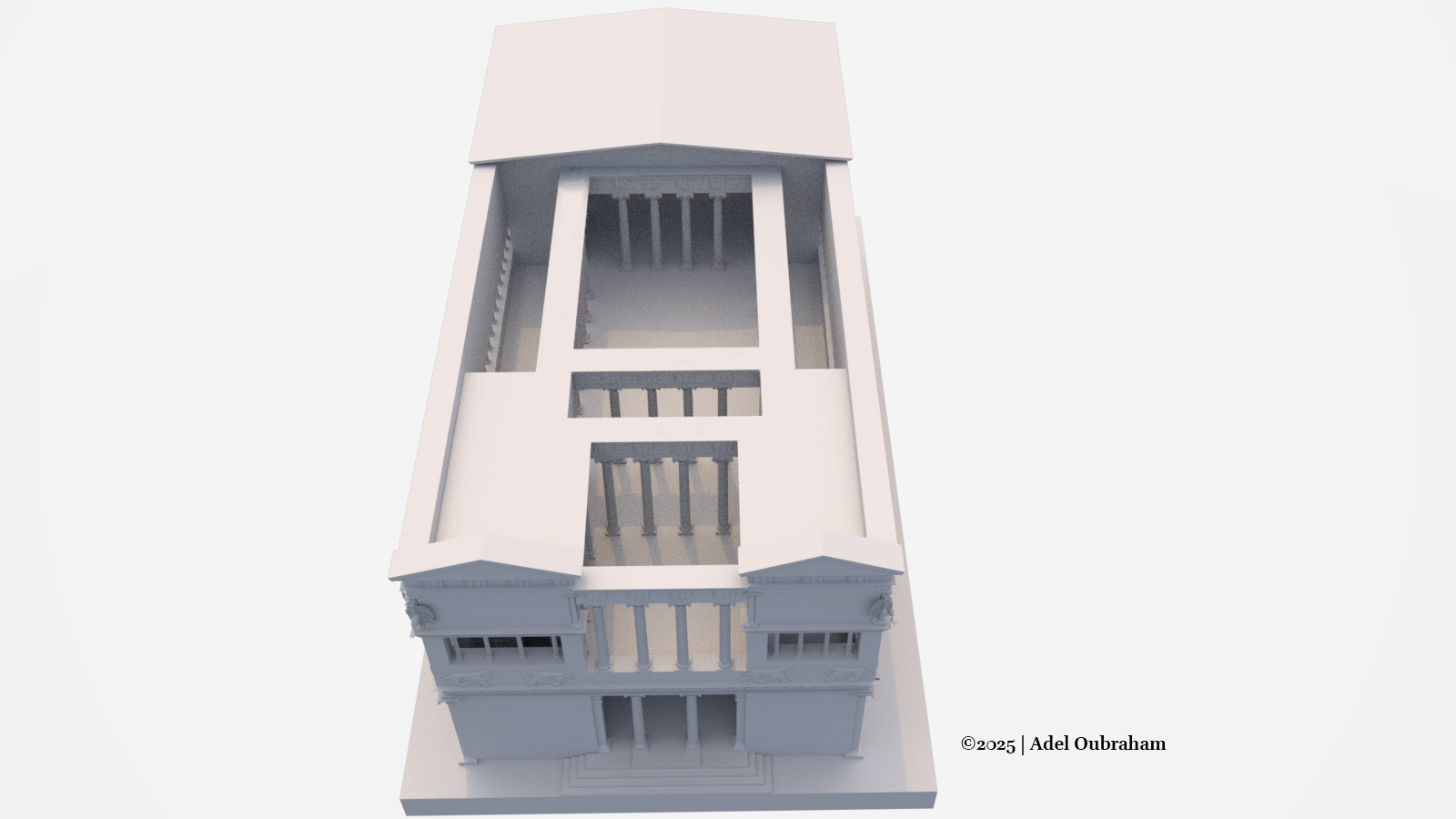
Modèle 3D du Qasr Al-Abd (vue zénithale)

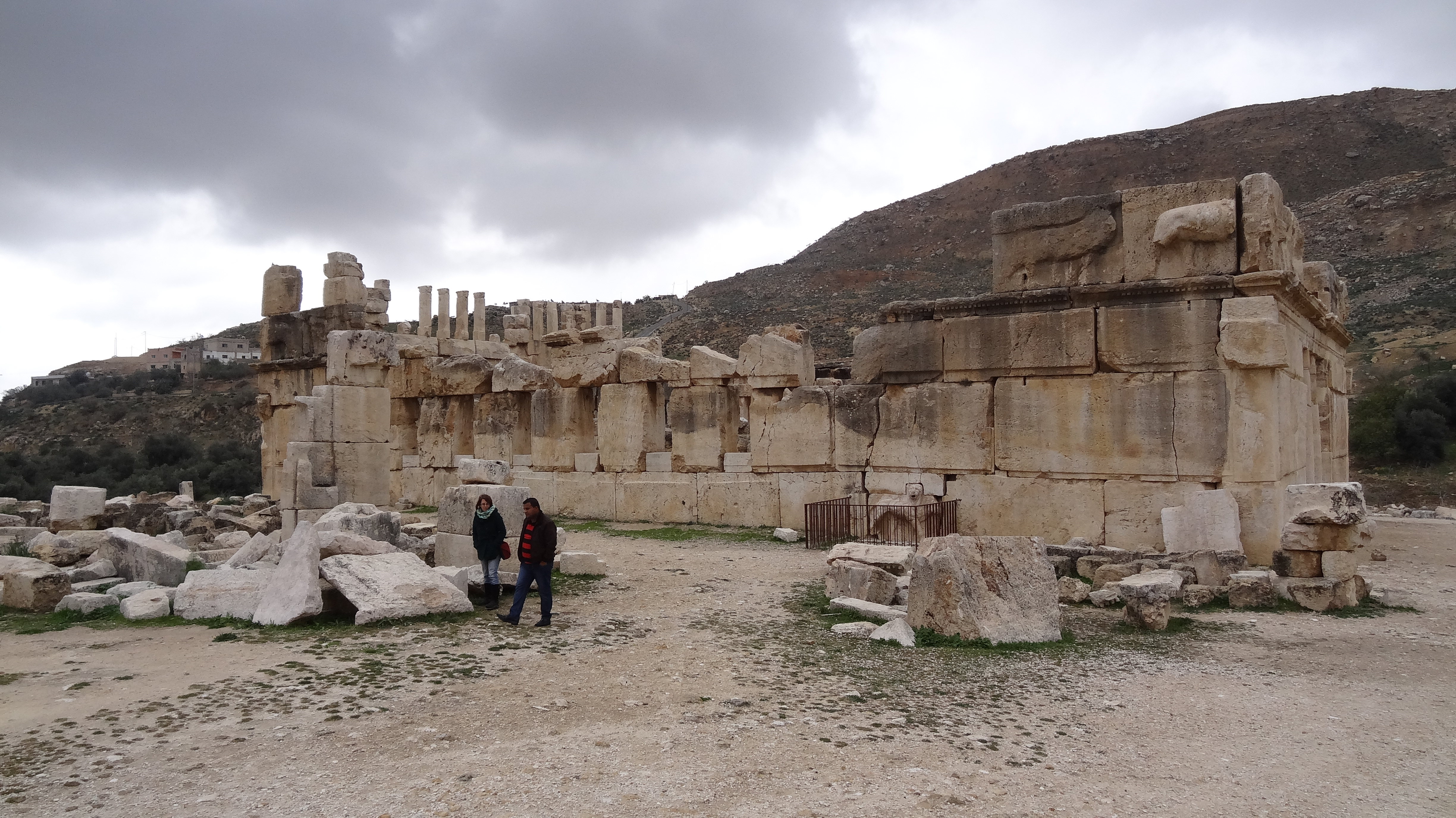
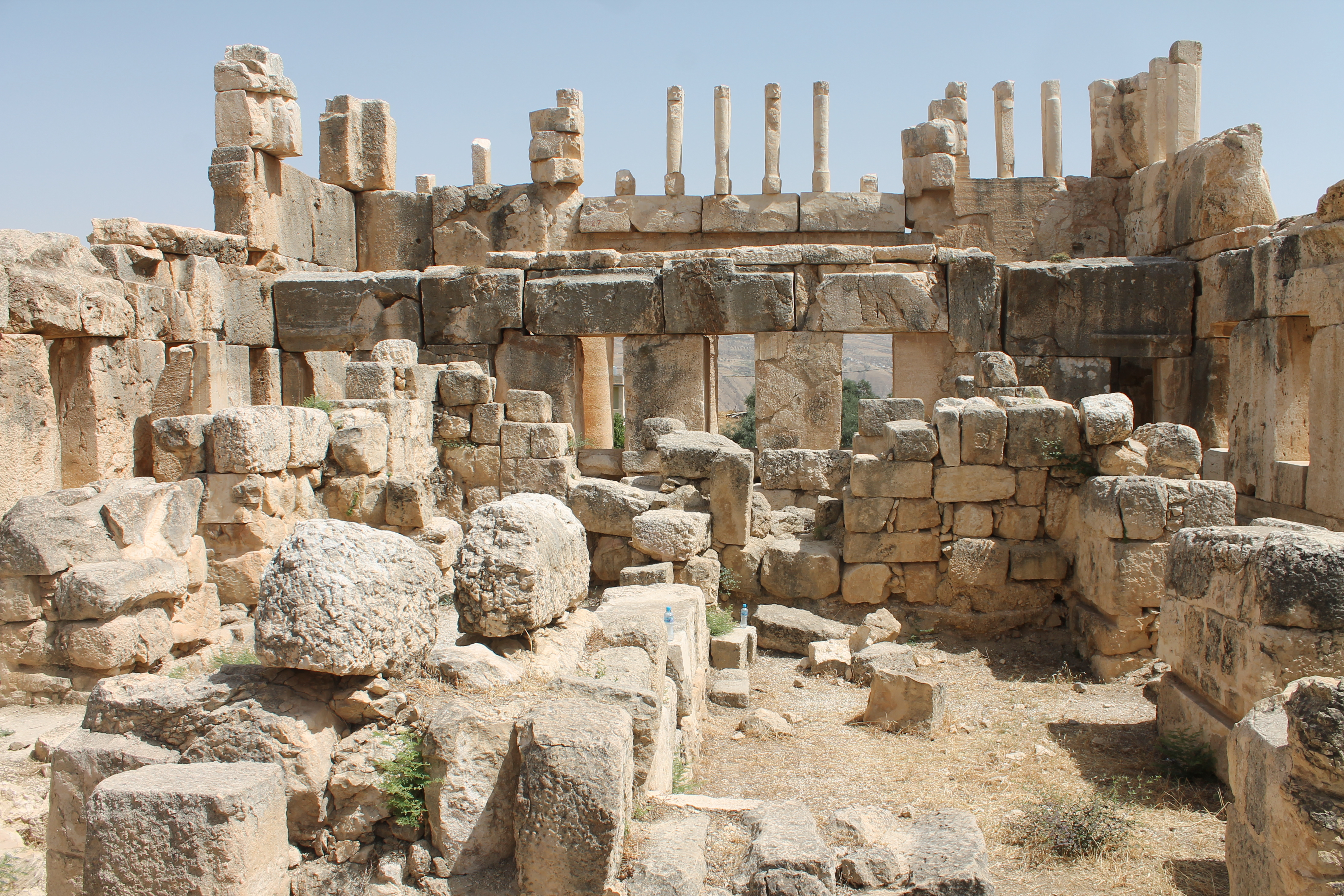
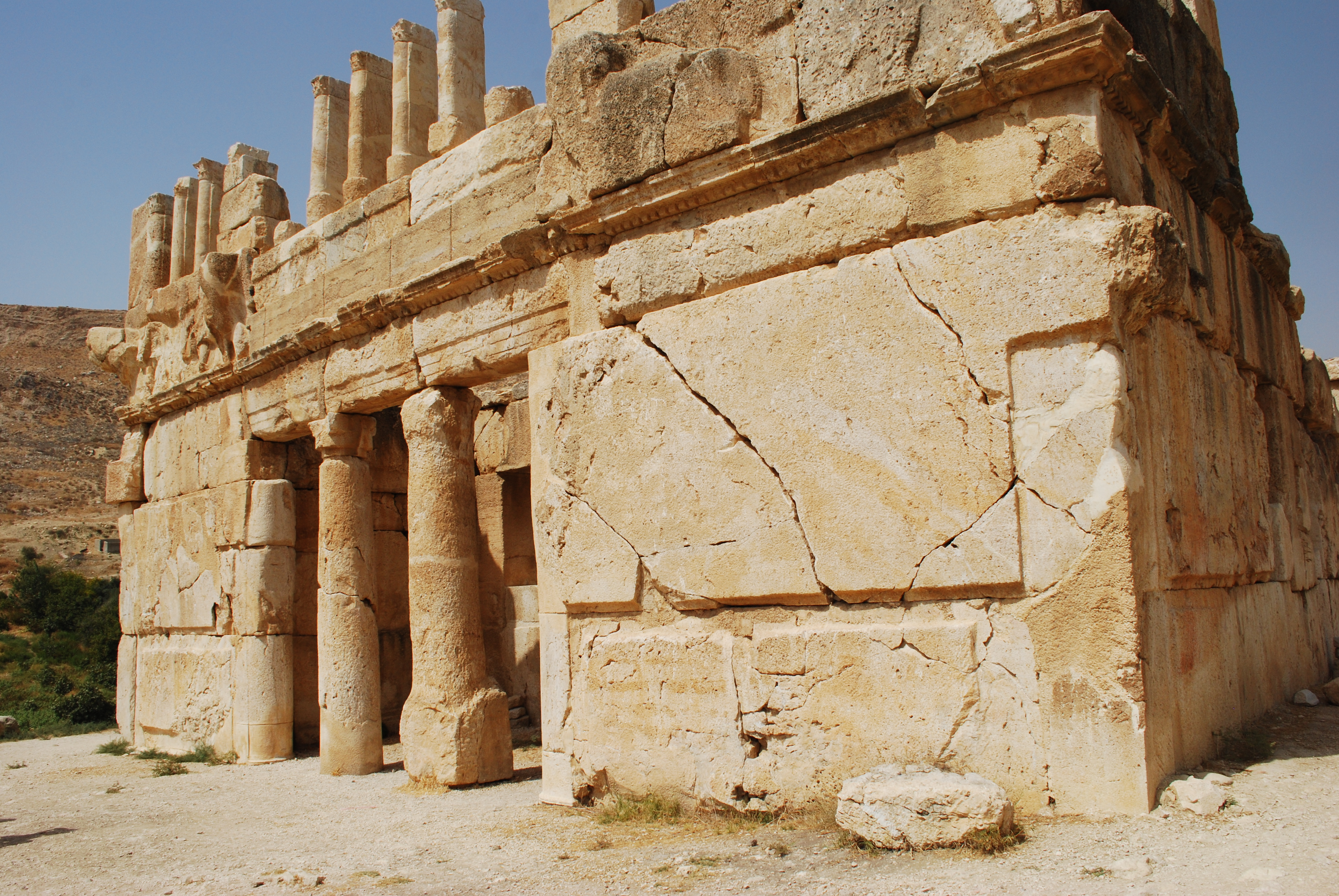
Façade sud.
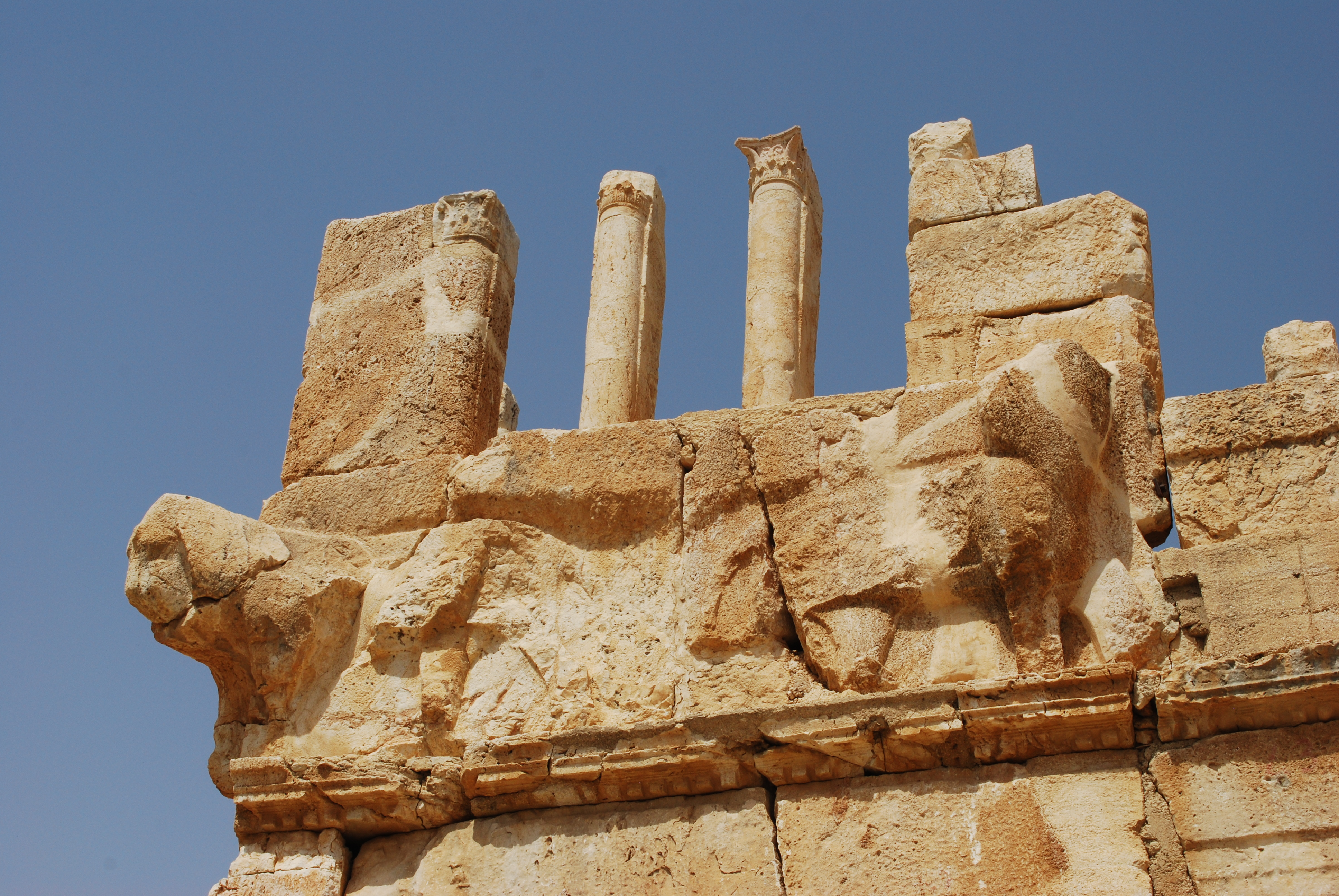
Détail de la frise à l'angle sud-ouest.
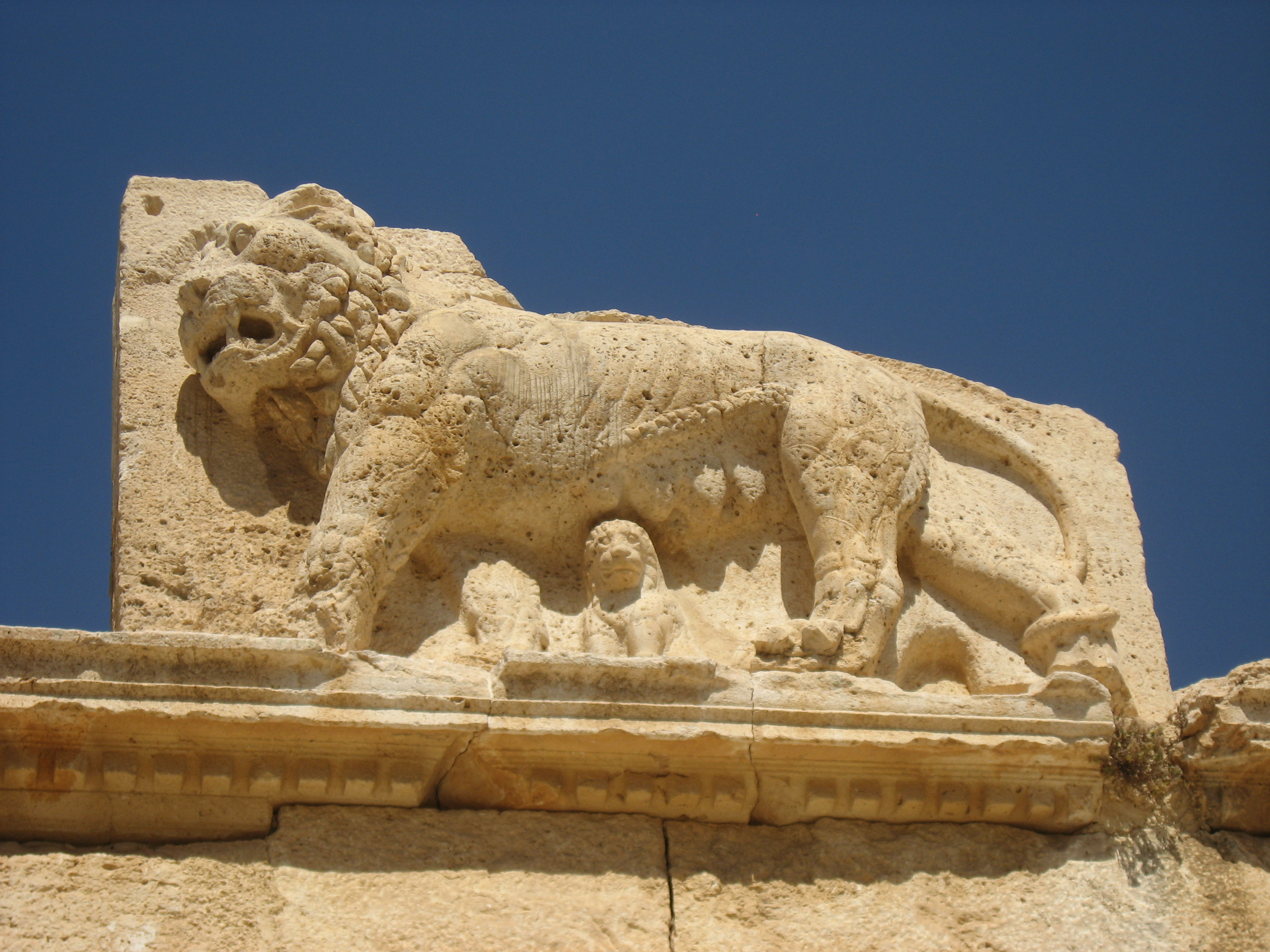
Détail de la frise nord-ouest : lionne et son lionceau.
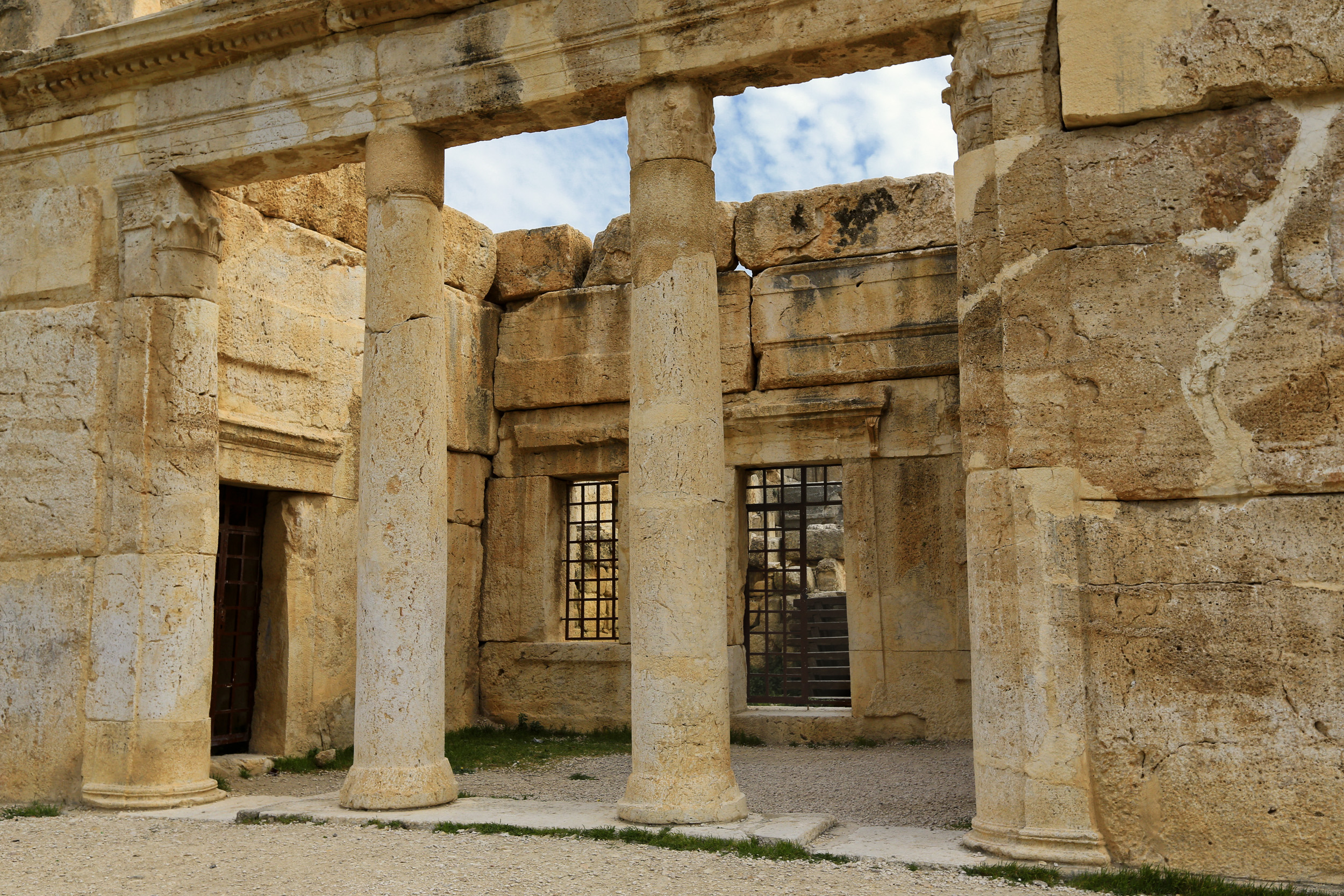
Intérieur du château.
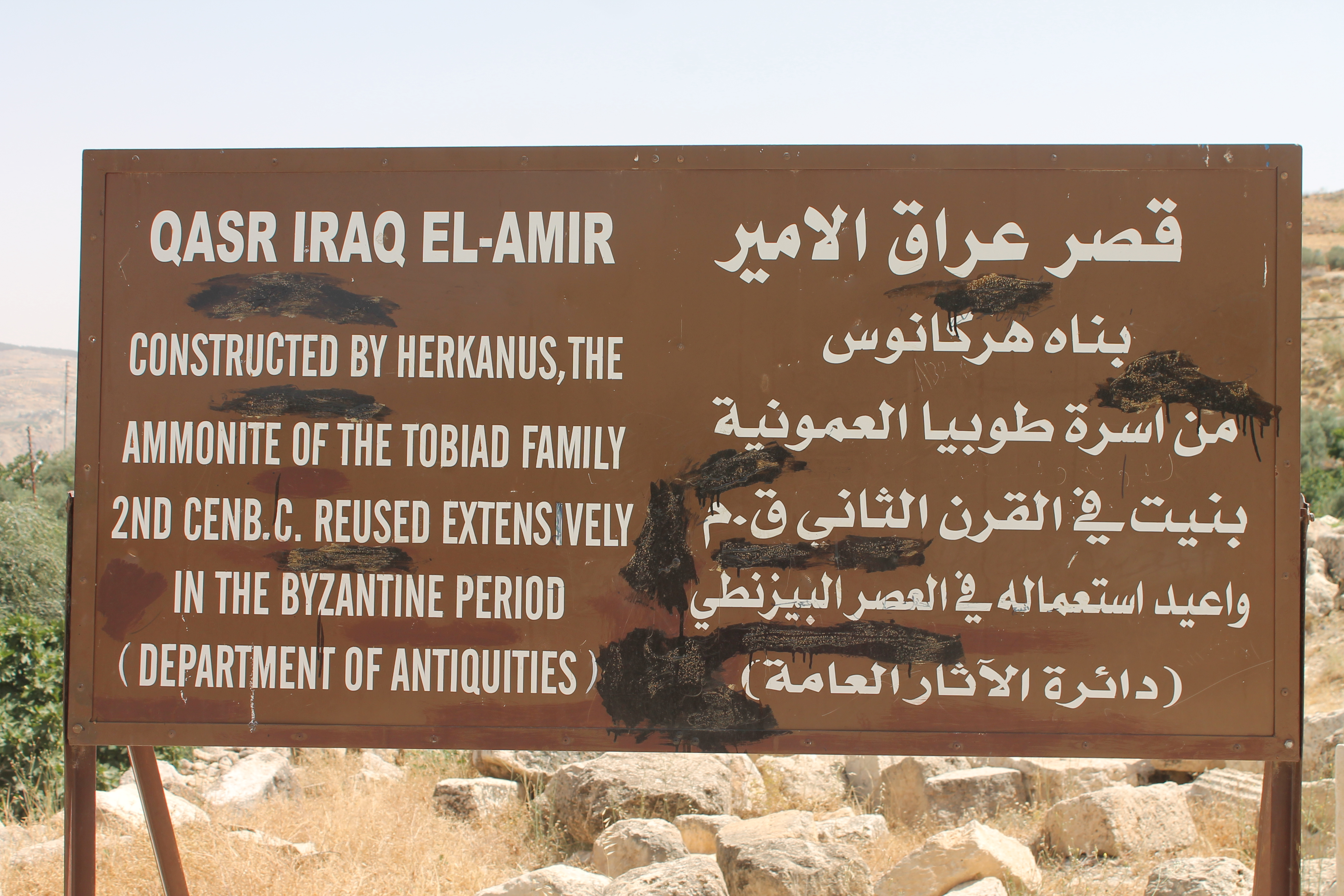